# Łagów (Sainte-Croix)
Pour les articles homonymes, voir Łagów.
Łagów est une localité polonaise, siège de la gmina de Łagów, située dans le powiat de Kielce en voïvodie de Sainte-Croix.